# Jim Lovell
James Arthur Lovell, Jr (Cleveland (Ohio), 25 de març de 1928), conegut amb el nom de Jim Lovell, capità (US Navy), va ser un astronauta estatunidenc de la NASA, conegut per haver estat el comandant que va portar de tornada fora de perill a l'avariada nau Apollo 13.

## Biografia
Nascut a Cleveland, la seva família es va mudar a Milwaukee, Wisconsin, on es va graduar de batxiller en l'Escola Juneau i es va convertir en Eagle Scout, el màxim rang dins dels Boy Scout. El seu pare va morir en un accident automobilístic quan James era jove. Després va estudiar a la Universitat de Wisconsin durant dos anys. Va continuar en l'Acadèmia Naval dels Estats Units a Annapolis, on es va graduar el 1952. Va servir en la guerra de Corea. Després de ser pilot de proves naval, Lovell va ser considerat per al projecte Mercury, però va ser rebutjat per una eventualitat mèdica que després va ser considerada com inofensiva. Va ser seleccionat el 1962 per al segon grup d'astronautes de la NASA.
Lovell va ser el pilot d'emergència per a la missió Gemini 4, i el seu primer vol va ser com a pilot del Gemini 7, al desembre de 1965. La seva segona missió va ser a bord del Gemini 12, i per a aquest moment es va convertir en l'home amb més hores de vol en l'espai.
Després va ser seleccionat per formar part de la tripulació de l'Apollo 8, primera missió tripulada que s'enviaria a la Lluna, la qual tenia com a objectiu orbitar diverses vegades per tal de realitzar tots els preparatius per a les futures missions que hi aterrarien (Apollo 11-17).
Va ser el comandant de la nau Apollo 13. Fred Haise (Qui havia d'anar a la Lluna amb Lovell) i Jack Swigert (pilot del mòdul de comandament), van acompanyar Lovell en el que es va denominar com un «gloriós fracàs». L'episodi va tenir el seu recreació en la pel·lícula de Ron Howard Apol·lo 13, on Tom Hanks va donar vida al comandant Jim Lovell. Kevin Bacon (Swigert) i Bill Paxton (Haise) van completar el repartiment.